# Bill Medley
William Thomas (Bill) Medley (Santa Ana (Californië), 19 september 1940) is een Amerikaans zanger. Hij is vooral bekend als een van de twee zangers van The Righteous Brothers.
Als kind van twee muzikale ouders (zijn vader was bandleider en speelde saxofoon en zijn moeder zong en speelde piano) speelde muziek al op jonge leeftijd een belangrijke rol in zijn leven: hij zong in een kerkkoor en op school. Desondanks heeft hij nooit een officiële muzikale opleiding gevolgd. In 1961 ontmoette hij Bobby Hatfield, met wie hij de Righteous Brothers vormde. Dit duo scoorde gedurende langere tijd veel hits.
Later begon Medley aan een solocarrière: hij maakte in totaal veertien soloalbums. In 1988 scoorde hij met Jennifer Warnes een nummer 1-hit in onder meer Nederland met het nummer (I've Had) The Time of My Life, soundtrack van de film Dirty Dancing. In 1988 won de soundtrack een Academy Award (Best, Original Song), een Golden Globe (Best Original Song - Motion Picture) en een Grammy Award (Best Pop Performance by a Duo or Group with Vocals).

## Discografie

### Singles
| Single met eventuele hitnotering(en) in de Nederlandse Top 40 | Datum van verschijnen | Datum van binnenkomst | Hoogste positie | Aantal weken | Opmerkingen                                 |
| ------------------------------------------------------------- | --------------------- | --------------------- | --------------- | ------------ | ------------------------------------------- |
| (I've Had) The Time of My Life                                | 1987                  | 12-12-1987            | 1(9wk)          | 19           | met Jennifer Warnes / Hit van het jaar 1988 |
| He Ain't Heavy, He's My Brother                               | 1988                  | 27-08-1988            | 21              | 4            |                                             |
| (I've Had) The Time of My Life                                | 1991                  | 13-04-1991            | tip3            | -            | met Jennifer Warnes                         |

## NPO Radio 2 Top 2000
| Nummer met noteringen in de NPO Radio 2 Top 2000     | '99 | '00 | '01 | '02  | '03  | '04  | '05  | '06  | '07  | '08  | '09 | '10  | '11  | '12  | '13  | '14  | '15  | '16  | '17  | '18  | '19  | '20  | '21  | '22  | '23  | '24  |
| ---------------------------------------------------- | --- | --- | --- | ---- | ---- | ---- | ---- | ---- | ---- | ---- | --- | ---- | ---- | ---- | ---- | ---- | ---- | ---- | ---- | ---- | ---- | ---- | ---- | ---- | ---- | ---- |
| (I've Had) The Time of My Life (met Jennifer Warnes) | 615 | 741 | 998 | 1248 | 1445 | 1317 | 1511 | 1524 | 1666 | 1463 | -   | 1809 | 1994 | 1887 | 1851 | 1738 | 1819 | 1786 | 1881 | 1869 | 1669 | 1549 | 1512 | 1650 | 1779 | 1837 |

1. ↑  Een '-' betekent dat het nummer niet was genoteerd en een vetgedrukt getal geeft de hoogste notering aan.

- Bibliothèque nationale de France: cb139973920 (data)
- Gemeinsame Normdatei: 134459318
- International Standard Name Identifier: 0000 0000 7839 7969
- Library of Congress Control Number: n84148389
- MusicBrainz: 5a68345c-0ae8-4ec3-af35-38f2a39bcf0b
- Nationale Bibliotheek van Tsjechië: xx0083552
- Nederlandse Thesaurus van Auteursnamen: 070655332
- Virtual International Authority File: 85852266
- WorldCat: E39PBJcC4rCqCgVXvVfrxpqG73